# Christophe Plassard
Christophe Plassard est un entrepreneur et homme politique français, né le 19 novembre 1967 à La Garenne-Colombes (Hauts-de-Seine). Il est élu député de la Charente-Maritime en 2022, réélu en 2024, et siège au sein du groupe Horizons.

## Biographie

### Carrière professionnelle et premiers engagements
Christophe Plassard passe son enfance dans la banlieue parisienne. Il quitte ensuite la région parisienne pour Royan où il s'installe. Il est chef d'une entreprise unipersonnelle spécialisée dans la publicité pour les entreprises. Il est durant 15 ans membre du Centre de jeunes dirigeants du Poitou dont il a aussi été président. Il est ensuite coprésident du Club d'entreprises de Royan et vice-président du Conseil économique, social et environnemental régional de Nouvelle-Aquitaine.
Politiquement, il rejoint d'abord l'UMP et fait partie du courant juppéiste. Il se présente aux municipales à Royan en 2008 et 2010 (municipale partielle) mais échoue à deux reprises,. Il rejoint les rangs du parti d'Emmanuel Macron puis devient conseiller municipal d'opposition à Royan en 2020,. D'abord membre d'Agir, parti de Franck Riester, il rejoint ensuite le parti Horizons d'Édouard Philippe,.

### Premier mandat de député (2022-2024)
Candidat désigné par Horizons dans la coalition Ensemble pour la République (majorité présidentielle) dans la cinquième circonscription de la Charente-Maritime pour les élections législatives de 2022 avec comme suppléante Vanessa Parent, conseillère déléguée d'Oléron. Il arrive en deuxième position au premier tour, avec 23,83 %, derrière la candidate Séverine Werbrouck du Rassemblement national. Édouard Philippe vient lui apporter son soutien entre les deux tours. Christophe Plassard remporte le second tour avec 51,74 % des suffrages exprimés face à la candidate du RN. Dans ce bastion traditionnel de la droite, il succède à Didier Quentin (LR), éliminé lors du premier tour,.
Membre de la Commission des finances à l'Assemblée nationale à compter de juin 2022, il travaille en particulier sur les sujets relatifs à la Défense, avec un soutien particulier et des initiatives à l'Assemblée pour mieux financer le tissu des PME de la base industrielle et technologique de défense (BITD), notamment au travers de l'épargne réglementée,.
Élu d'une circonscription à l'immobilier animé par la pression foncière et l'offre touristique, Plassard soutient également des politiques publiques en faveur des locaux, notamment avec le travail transpartisan par une refonte de la niche fiscale fréquemment utilisée par les plateformes numériques de location — dont Airbnb — et les loueurs de biens locaux , ou encore à une accentuation plus large de la taxation des résidences secondaires en zone balnéaire aux profits des collectivités locales.

### Second mandat de député (2024-)
Il est réélu lors des élections législatives de 2024 avec 52,11 % de voix au second tour face au candidat RN. 
Le 16 juillet 2025, il présente un rapport d'information parlementaire devant la Commission des Finances consacré à la « guerre économique ». Il appelle la France à « adopter une posture plus offensive » dans la lutte contre les ingérences étrangères et les atteintes à la BITD française. Il prend également position contre l'usage par les responsables de l'État d'applications de messagerie étrangères comme WhatsApp et Telegram.